# Suzanne Masson (1915-1991)
Pour les articles homonymes, voir Suzanne Masson et Masson.
Suzanne Masson, née à Nancy le 25 février 1915 et morte le 20 mars 1991, est une philanthrope française.
Elle est la fondatrice du Mouvement pour les Villages d'Enfants et de la fondation Salve.

## Biographie
Suzanne Masson est née à Nancy le 25 février 1915. Elle est la fille de Marguerite Lormeau et Jean Masson, et la petite-fille de Louise Fautsch et de Victor Masson (1849-1917). Elle n'a pas connu son père mort pendant la Première Guerre mondiale sur le front de l'Artois. Elle fut donc élevée par sa mère avec son frère Jacques, qui deviendra plus tard père blanc au Burkina Faso. Très jeune, elle s'engage dans les Guides de France. Suzanne passe sa scolarité au collège Sainte-Marie de Neuilly.
En 1935, elle entre aux Beaux-Arts de Paris dans la section sculpture. Ensuite, elle gagne sa vie comme dessinatrice dans une l'agence de publicité des ateliers ABC.
En 1939, elle décide d'arrêter les beaux-arts et de se consacrer aux enfants. Dès 1943, elle commence à accueillir ses premiers enfants. Puis, deux ans plus tard, en 1945, elle crée officiellement l'Association "Notre maison". Entourée d'amis de HEC dont Bernard Descamps, elle accueille de plus en plus d'enfants, 27 au total. Pendant la Seconde Guerre mondiale, elle commence à accueillir des orphelins dans une maison rue Anatole France à Levallois-Perret.
En 1958, elle fait construire par l'architecte Jean Heckly des pavillons pour recevoir des enfants à Cesson, en Seine-et-Marne. L'inauguration a lieu en 1960. C'est le premier de la Fondation Mouvement pour les Villages d'Enfants. Le MVE deviendra « Action enfance » en 2013. Six villages sont créés (par exemple celui de Penhador à Loctudy, mais aussi ceux de Boissettes, Pocé, Amboise, Villabé), ayant chacun de huit à dix maisons familiales sous la responsabilité de mères éducatrices et de collaboratrices. 
En 1975, elle est nommée chevalier de l'ordre national du Mérite et, le 28 janvier 1978, est nommée chevalier de la Légion d'honneur. À partir de 1977, elle se rend trois ou quatre fois par an au Liban et au Cambodge pour prendre en charge des enfants orphelins.
En 1981, elle crée la Fondation Salve, qu'elle préside. Elle permet à des jeunes de vivre dans un cadre familial et de poursuivre des études grâce à des bourses.
Elle meurt le 20 mars 1991 à Paris d'une hémorragie cérébrale, alors qu'elle présidait un conseil d'administration.

## Œuvres d'art
Vitrail du chevet de la chapelle Saint-Oual de Loctudy, 1975.

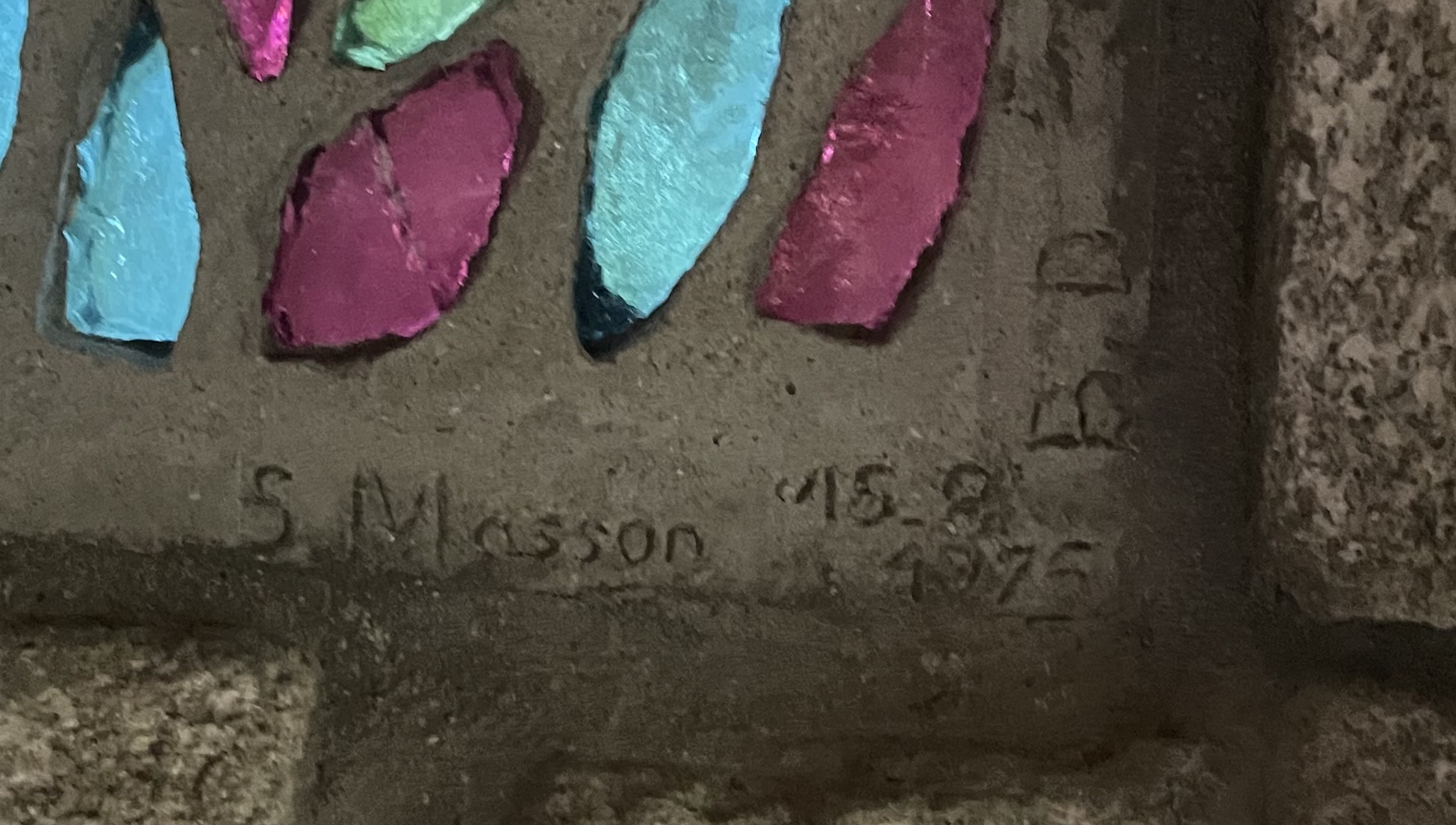
Signature du vitrail de la Chapelle Saint-Oual de Loctudy par S. Masson

## Filmographie
Notre maison, réalisé par Pierre-François Lebrun pour  France 3, 2018, 26 minutes.